# 斑無鰭鰩
斑無鰭鰩（学名：Anacanthobatis marmorata），為軟骨魚綱鰩目無鰭鰩科無鰭鰩屬的一種。分布於西印度洋莫三比克南部至南非德班海域，深度230至322公尺，本魚體盤長寬約略相同，呈菱形，吻部突出且具絲狀突起，皮膚光滑，尾巴短於身體長度呈細鞭狀，體背部棕色且散部白色斑點，腹面均勻白色，體長可達29公分，棲息在大陸坡，為深海底棲性魚類，屬肉食性，生活習性不明。